# Jean Martin
Jean Louis Martin, född 6 mars 1922 i Paris, död 2 februari 2009 i samma stad, var en fransk skådespelare.

## Roller i urval
- 1958 – Paris - öppen stad
- 1966 – Slaget om Alger
- 1968 – En gangster i Paris
- 1968 – Pang pang-bruden
- 1973 – Mitt namn är Nobody
- 1973 – Schakalen
- 1974 – Galen till tusen!
- 1975 – Det brinner i knutarna
- 1975 – En stad i skräck
- 1975 – Ett geni, två polare och en höna
- 1976 – En fluga i soppan
- 1977 – Man kallade honom sheriffen
- 1979 – Polisinspektören
- 1991 – Serverat för trubbel